# Eschiva de Bures
Eschiva de Bures (fallecida en o después de 1187), fue la princesa de Galilea en el reino de Jerusalén entre 1158 y 1187, y condesa de Trípoli entre 1174 y 1187.

## Origen
El origen de Eschiva es incierto. El historiador Martin Rheinheimer propuso que era hija de Elinardo (que fue príncipe de Galilea entre 1144 y 1148), o de Radulfo de Issy (que era sobrino de Guillermo I de Bures, príncipe de Galilea entre 1119/1120 y 1143/1144). Sin embargo, el historiador Hans Eberhard Mayer rechaza la propuesta de Rheinheimer, diciendo que Guillermo I de Bures y su segunda esposa, Ermengarda de Ibelín, eran los padres de Eschiva. Si Mayer esta en lo correcto, Eschiva pudo haber nacido después del matrimonio de Guillermo y Ermengarda alrededor de 1135.

## Biografía
Eschiva fue entregada en matrimonio a Gualterio de Saint Omer, que fue mencionado por primera vez como príncipe de Galilea en marzo de 1159. Mayer propone que Balduino III de Jerusalén organizó el matrimonio porque quería fusionar los reclamos concurrentes de las familias Bures y Saint Omer con Galilea.  Al poseer el mayor feudo del reino, los príncipes de Galilea disponían de cien caballeros.
De este matrimonio Eschiva tuvo cuatro hijos:
- Hugo, príncipe titular de Galilea entre 1187 y 1204.
- Guillermo, se casó con María, hija de Rainiero, condestable de Trípoli, y viuda de Balduino de Ibelín.
- Raúl, príncipe titular de Galilea entre 1204 y 1219, se casó con Inés Grenier, hija de Reinaldo Grenier, conde de Sidón.
- Odón, condestable de Trípoli, señor de Gogulat, se casó con Eufemia Grenier, hija de Reinaldo Grenier, conde de Sidón.

Gutierre murió a principios de 1174. La viuda Eschiva pronto se casó con Raimundo III de Trípoli. Según el cronista contemporáneo Ernoul, el sucesor de Balduino III, Amalarico I de Jerusalén, arreglo el matrimonio. De este matrimonio no tuvo hijos.
En el verano de 1187 Eschiva fue sitiada en la capital de su principado, Tiberíades, por el ejército del sultán Saladino. La ciudad cayó el 2 de julio y se atrincheró con unos pocos hombres en la ciudadela de la ciudad, donde esperaron ayuda. El ejército aliado de los estados cruzados, que estaba ansioso por socorrerlos, fue aniquilado únicamente dos días después en la batalla de Hattin por Saladino, después de lo cual la ciudadela se rindió, y dando como resultado la conquista de toda Galilea por los musulmanes. Eschiva fue liberada un poco más tarde mediante un rescate y se dirigió a Trípoli. Su marido Raimundo, que había sido uno de los pocos jefes cruzados que escaparon de Hattin, murió de una enfermedad en Trípoli ese mismo año.
Eschiva falleció en (o después de) 1187 y el título de príncipe de Galilea fue continuado por el hijo de su primer matrimonio, Hugo de Saint Omer.